# يو إف سي ليلة القتال: داوسون ضد غرين
يو إف سي ليلة القتال: داوسون ضد غرين (بالإنجليزية: UFC Fight Night: Dawson vs. Green)‏ يُعرف أيضًا باسم يو إف سي ليلة القتال 229 أو يو إف سي على إي إس بي إن+ 87 أو يو إف سي فيغاس 80 هو حدث لفنون القتال المختلطة نظمته يو إف سي، وأُقيم في 7 أكتوبر 2023، على منشأة يو إف سي أبيكس في إنتربرايز، نيفادا، وهي جزء من منطقة لاس فيغاس الحضرية، الولايات المتحدة.

## الجوائز الإضافية
حصل المقاتلون التاليون على مكافآت قدرها 50 ألف دولار.
- قتال الليلة: لم يتم منح أي مكافأة.
- أداء الليلة: بوبي غرين، جو بايفر، درو دوبر ونيت مانيس